# 2x2=Shinobuden
2x2=Shinobuden (ニニンがシノブ伝, Ninin ga Shinobuden) là loạt manga được thực hiện bởi Koga Ryoichi. Loạt manga này đăng trên tạp chí Dengeki Daioh của MediaWorks từ tháng 8 năm 2000 đến tháng 3 năm 2006, các chương sau đó được tập hợp lại thành 4 tập tankōbon. Một loạt manga hậu truyện có tên là 2x2=Shinibuden+ (Ninin ga Shinobuden Plus) đã được đăng trên trang mạng Comic Newtype của Kadokawa Corporation từ tháng 6 năm 2020. Cốt truyện xoay quanh cô gái Shinobu người muốn tập luyện để trở thành một ninja. Tuy nhiên cốt truyện không tập trung vào việc tập luyện mà tập trung vào cuộc sống hằng ngày của Shinobu cùng các bạn của cô với các tình huống hài hước khác nhau trong trường ninja nơi mà một sinh vật hình tròn có cánh màu vàng có khả năng biến hình với đầu óc "đen tối" là sư phụ dù chẳng biết gì về các tuyệt kỹ ninja.
Ufotable đã chuyển thể loạt manga này thành anime và phát sóng tại Nhật Bản từ ngày 08 tháng 7 đến ngày 23 tháng 9 năm 2004. Trong tiếng Nhật Ni là 2 và Shi là 4. Ni (2) x ni (2) = shi đặt thành tên Ni-ni-n ga Shi-nobuden.

## Sơ lược cốt truyện
Ninin ga Shinobuden là một bộ phim hài phi lý tập trung vào Shinobu, một người học việc ninja, người đang cố gắng vượt qua kỳ thi ninja của mình trong khi Kaede, một nữ sinh bình thường, học bài kiểm tra ở trường. Là một phần trong bài kiểm tra của cô, Shinobu được lệnh đột nhập vào phòng của Kaede để ăn cắp quần lót của cô bởi người hướng dẫn của cô, Onsokumaru. Shinobu, bất chấp sự nhiệt tình của mình, sở hữu rất ít nếu có bất kỳ kỹ năng ninja thực tế nào, tin rằng mình là người vô hình và 'lẻn' vào phòng của Kaede. Vì Shinobu hoàn toàn có thể nhìn thấy Kaede, nhiệm vụ không diễn ra theo kế hoạch. Bất chấp tất cả, Kaede thương hại Shinobu và hai người trở thành bạn thân. Shinobu luyện tập cùng với các ninja nam khác có ngoại hình giống hệt nhau, mặc dù một người được gọi là Sasuke.

### Nhân vật
Shinobu (忍, しのぶ)
Lồng tiếng bởi: Mizuki Nana
Shiranui Kaede (不知火楓, しらぬい かえで)
Lồng tiếng bởi: Kawasumi Ayako
Onsokumaru (音速丸, おんそくまる)
Lồng tiếng bởi: Wakamoto Norio
Miyabi (雅, みやび)
Lồng tiếng bởi: Kugimiya Rie
Sasuke (サスケ)
Lồng tiếng bởi: Seki Tomokazu
Devil (デビル)
Lồng tiếng bởi: Daisuke Kirii
Izumi (泉, いずみ)
Lồng tiếng bởi: Neya Michiko
Shiranui Kaori (不知火香, しらぬい かおり)
Lồng tiếng bởi: Natsuki Rio
Kaede no papa (楓のパパ)
Lồng tiếng bởi: Ono Daisuke
Midori (緑, みどり)
Lồng tiếng bởi: Saitō Chiwa
Takeru (タケル)
Lồng tiếng bởi: Kobayashi Yumiko
Sodomu (ソドム)
Lồng tiếng bởi: Iwata Mitsuo
Gomorrha (ゴモラ)
Lồng tiếng bởi: Yamaguchi Taro
Ninja-tachi (忍者たち)
Lồng tiếng bởi: Kawada Shinji, Ono Daisuke, Nojima Hirofumi, Daisuke Kirii, Kondō Takayuki, Yasumura Makoto, Ueda Yōji, Ohara Masakazu

## Truyền thông

### Manga
Loạt manga được viết và minh họa bởi Koga Ryoichi và đã đăng trên tạp chí truyện tranh Dengeki Daioh của MediaWorks từ tháng 8 năm 2000 đến tháng 3 năm 2006. Các chương sau đó được tập hợp lại thành 4 tankōbon bởi nhà xuất bản Dengeki Comics EX. Infinity Studios đã phát hành phiên bản tiếng Anh của loạt manga tại thị trường Bắc Mỹ với tựa Ninin Ga Shinobuden.

### Anime
Ufotable đã chuyển thể loạt manga thành bộ anime 12 tập với sự đạo diễn của Matsui Hitoyuki và phát sóng tại Nhật Bản từ ngày 08 tháng 7 đến ngày 23 tháng 9 năm 2004 trên kênh Chubu-Nippon Broadcasting sau đó chiếu trên các kênh khác là Chiba TV, TV Kanagawa, TV Saitama.
The Right Stuf International (Nozomi Entertainment) đã đăng ký bản quyền phiên bản tiếng Anh của bộ anime tại thị trường Bắc Mỹ với 4 DVD. Bộ hộp DVD được phát hành ngày 07 tháng 12 năm 2007, phiên bản có đính kèm với các vật dụng khác được phát hành Ngày 08 tháng 6 năm 2010. Dybex đã đăng ký bộ anime tại Pháp, Siren Visual Entertainment đăng ký tại Úc và New Zealand và Muse Communication đăng ký tại Đài Loan.

### Âm nhạc
Bộ anime có hai bài hát chủ đề, một mở đầu và một kết thúc. Bài hát mở đầu có tựa Shinobu Sanjou! (シノブ参上!) do Kiyomi Kumano trình bày, bài hát kết thúc có tựa Kurukururin (くるくるりん) do kaoru trình bày, đĩa đơn chứa hai bài hát đã phát hành vào ngày 25 tháng 8 năm 2004. Album chứa các bản nhạc dùng trong bộ anime đã phát hành vào ngày 24 tháng 9 năm 2004.
| Shinobu Sanjou! (シノブ参上!) | Shinobu Sanjou! (シノブ参上!)                                       | Shinobu Sanjou! (シノブ参上!) |
| STT                           | Nhan đề                                                             | Thời lượng                    |
| ----------------------------- | ------------------------------------------------------------------- | ----------------------------- |
| 1.                            | "Shinobu Sanjou! (シノブ参上!)"                                     | 3:45                          |
| 2.                            | "Kurukururin (くるくるりん)"                                        | 3:42                          |
| 3.                            | "Shinobu Sanjou! Original Karaoke (シノブ参上! オリジナルカラオケ)" | 3:45                          |
| 4.                            | "Kurukururin Original Karaoke (くるくるりん オリジナルカラオケ)"    | 3:38                          |
| Tổng thời lượng:              | Tổng thời lượng:                                                    | 14:50                         |

| 2x2 = SHINOBUDEN Soundtrack & Songs (TVアニメーションニニンがシノブ伝サウンドトラック&ソングス) | 2x2 = SHINOBUDEN Soundtrack & Songs (TVアニメーションニニンがシノブ伝サウンドトラック&ソングス) | 2x2 = SHINOBUDEN Soundtrack & Songs (TVアニメーションニニンがシノブ伝サウンドトラック&ソングス) |
| STT                                                                                             | Nhan đề                                                                                         | Thời lượng                                                                                      |
| ----------------------------------------------------------------------------------------------- | ----------------------------------------------------------------------------------------------- | ----------------------------------------------------------------------------------------------- |
| 1.                                                                                              | "Shinobu Sanjou! (TV size) (シノブ参上!(TV size))"                                              | 1:32                                                                                            |
| 2.                                                                                              | "Subtitle (サブタイトル)"                                                                       | 0:09                                                                                            |
| 3.                                                                                              | "Ninin ga Shinobuden no Theme (ニニンがシノブ伝のテーマ)"                                       | 1:32                                                                                            |
| 4.                                                                                              | "Kibun wa Itsumo Guruguru~! (気分はいつもぐるぐる～!)"                                          | 1:27                                                                                            |
| 5.                                                                                              | "Mainichi Benkyou Ganbattema~su! (毎日勉強頑張ってま～す!)"                                     | 1:14                                                                                            |
| 6.                                                                                              | "Super Handsome Boy no Theme (スーパーハンサムボーイのテーマ)"                                  | 1:26                                                                                            |
| 7.                                                                                              | "Yasashii Kaede no Theme (やさしい楓のテーマ)"                                                  | 1:33                                                                                            |
| 8.                                                                                              | "Kakkoii Miyabi no Theme (カッコいい雅のテーマ)"                                                | 2:03                                                                                            |
| 9.                                                                                              | "Nanika ga Yattekuru!? (何かがやってくる!?)"                                                    | 1:03                                                                                            |
| 10.                                                                                             | "Speedy ni Sasuke Gundan Sanjou! (スピ～ディにサスケ軍団参上!)"                                 | 1:19                                                                                            |
| 11.                                                                                             | "Nin! Nin! (にん!にん!)"                                                                        | 0:33                                                                                            |
| 12.                                                                                             | "Soreike~! (それいけ～!)"                                                                       | 1:16                                                                                            |
| 13.                                                                                             | "Ikinari Kiss (いきなりキッス)"                                                                 | 3:42                                                                                            |
| 14.                                                                                             | "Yogiri no Onsokumaru (夜霧の音速丸)"                                                           | 1:08                                                                                            |
| 15.                                                                                             | "Shibui Sasuke no Theme (シブいサスケのテーマ)"                                                 | 1:03                                                                                            |
| 16.                                                                                             | "Gag! (ギャグ!)"                                                                                | 1:38                                                                                            |
| 17.                                                                                             | "Idai naru Touryou no Theme (偉大なる頭領のテーマ)"                                             | 1:04                                                                                            |
| 18.                                                                                             | "Iyaa na Fun'iki desu... (イヤーな雰囲気です...)"                                               | 0:37                                                                                            |
| 19.                                                                                             | "Kaede Okocchaimasu! (楓怒っちゃいます!)"                                                       | 0:38                                                                                            |
| 20.                                                                                             | "Kaede-san (楓さん)"                                                                            | 1:05                                                                                            |
| 21.                                                                                             | "Play Ball! (プレイボール!)"                                                                    | 1:01                                                                                            |
| 22.                                                                                             | "Iyo~! (いよ～!)"                                                                               | 0:55                                                                                            |
| 23.                                                                                             | "Hard na Devil no Theme (ハードなデビルのテーマ)"                                               | 1:08                                                                                            |
| 24.                                                                                             | "Shinobu Ondo (シノブ音頭)"                                                                     | 2:47                                                                                            |
| 25.                                                                                             | "Mattari da na~ (マッタリだな～)"                                                               | 0:53                                                                                            |
| 26.                                                                                             | "Kanashimi no Machikado (悲しみの街角)"                                                         | 1:52                                                                                            |
| 27.                                                                                             | "Akarui Kizashi (明るい兆し)"                                                                   | 1:17                                                                                            |
| 28.                                                                                             | "Nonbiri Nonbiri (のんびりのんびり)"                                                            | 1:03                                                                                            |
| 29.                                                                                             | "Shinobu Ganbarimasu! (忍がんばります!)"                                                        | 1:08                                                                                            |
| 30.                                                                                             | "Kurukururin (TV size) (くるくるりん(TV size))"                                                 | 1:40                                                                                            |
| 31.                                                                                             | "Ikinari Kiss (Original Karaoke) (いきなりキッス(オリジナルカラオケ))"                          | 3:44                                                                                            |
| 32.                                                                                             | "Shinobu Ondo (Original Karaoke) (シノブ音頭(オリジナルカラオケ))"                              | 2:48                                                                                            |
| Tổng thời lượng:                                                                                | Tổng thời lượng:                                                                                | 46:18                                                                                           |